# Catachlorops unicolor
Catachlorops unicolor är en tvåvingeart som först beskrevs av Lutz 1912.  Catachlorops unicolor ingår i släktet Catachlorops och familjen bromsar. Inga underarter finns listade i Catalogue of Life.